# Hurez (Ciolt)
Hurez je lijeva pritoka rijeke Ciolt u Rumunjskoj. Ulijeva se u Ciolt kod Chisindia. Duljina joj je 13 km, a površina porječja 21 km2.